# روجر هايوارد
روجر هايوارد (بالإنجليزية: Roger Hayward)‏ هو مهندس أمريكي، ولد في 1899، وتوفي في 11 أكتوبر 1979.